# Phạm Khắc Lượng
Phạm Khắc Lượng là tướng lĩnh Quân đội nhân dân Việt Nam. Ông hiện là Chuẩn Đô đốc, Tư lệnh Vùng 2 Hải quân Nhân dân Việt Nam.

## Tiểu sử
Năm 2015, Phạm Khắc Lượng là Đại tá, Phó Tư lệnh, Tham mưu trưởng Vùng 2 Hải quân Nhân dân Việt Nam.
Tháng 1 năm 2018 đến tháng 5 năm 2018, Phạm Khắc Lượng là Đại tá, Tư lệnh Vùng 2 Hải quân Nhân dân Việt Nam.
Tháng 7 năm 2018, Phạm Khắc Lượng là Chuẩn Đô đốc, Tư lệnh Vùng 2 Hải quân Nhân dân Việt Nam, Ủy viên Đảng ủy Đảng Cộng sản Việt Nam Quân chủng Hải quân.
Năm 2020 ông là Phó tham mưu trưởng QCHQ, chuẩn đô đốc.

## Lịch sử thụ phong quân hàm
- Thiếu Tướng, Chuẩn Đô đốc (2018)